# Carissa Etienne
Carissa Faustina Etienne (Curaçao, 2 novembre 1952 – Maryland, 1º dicembre 2023) è stata un medico dominicano, direttrice dell'Organizzazione Panamericana della Sanità (PAHO) e direttrice regionale per le Americhe presso l'Organizzazione Mondiale della Sanità (OMS). Era una sostenitrice della copertura sanitaria universale.

## Biografia
Carissa Etienne crebbe in un villaggio nello stato insulare caraibico di Dominica. Completò gli studi di medicina presso l'Università delle Indie Occidentali (UWI) in Giamaica. Quindi conseguì il Master of Science (MSc) in Salute della Comunità nei Paesi in Via di Sviluppo presso la London School of Hygiene and Tropical Medicine (LSHTM) di Londra.
Etienne iniziò la carriera come medico presso il Princess Margaret Hospital, nel nord della capitale dominicana Roseau. Venne quindi nominata Chief Medical Officer del paese. Ricoprì anche altre posizioni di alto livello in Dominica, tra cui direttore dei servizi nell'Assistenza Sanitaria Pubblica, coordinatore del Programma Nazionale AIDS, Coordinatore dei Disastri per il Ministero della Salute e Presidente del Consiglio Consultivo Nazionale sull'HIV/AIDS.

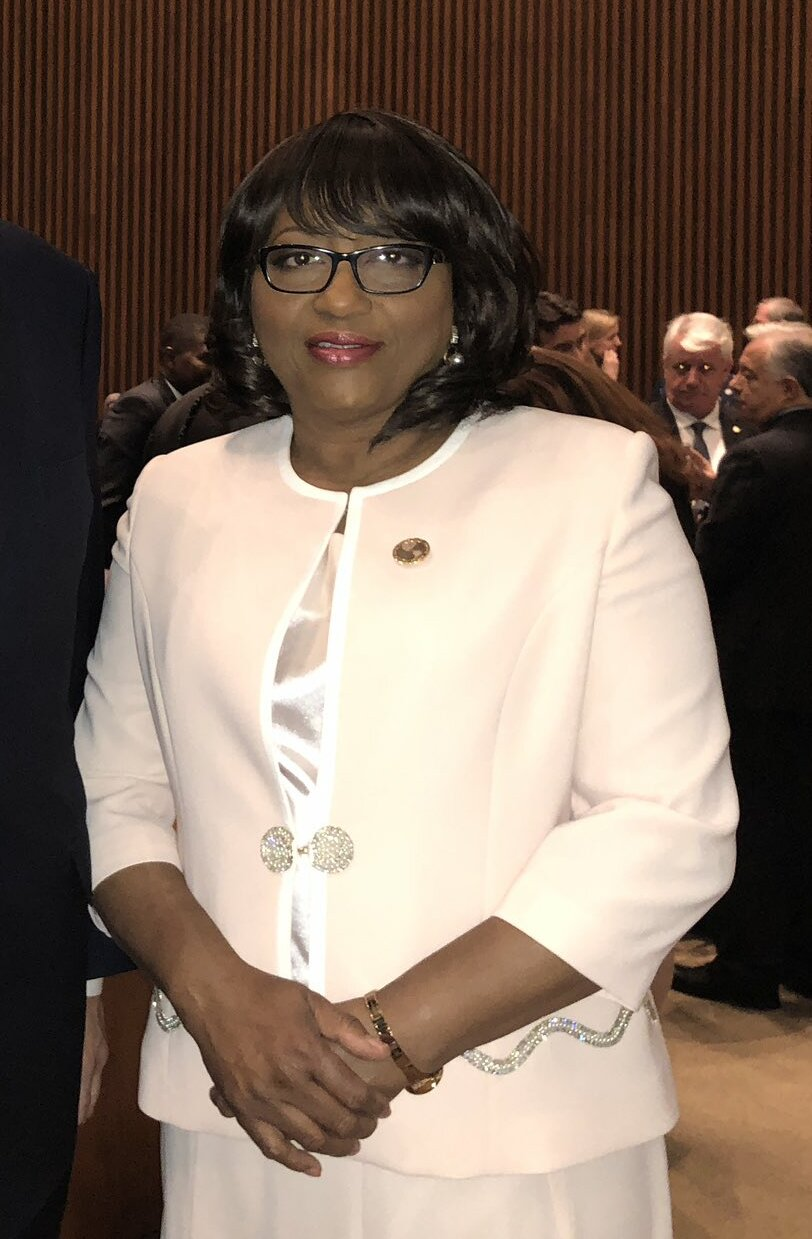
Carissa Etienne nel 2018

Vicedirettore della PAHO dal 2003 al 2008, Etienne esercitò il ruolo di Assistente Direttore Generale dei Sistemi e dei Servizi Sanitari presso l'Organizzazione Mondiale della Sanità nel 2008-2012 e fu eletta direttrice della PAHO nel settembre 2012 assumendo l'incarico, con un mandato di cinque anni, nel febbraio 2013. Fu anche vicepresidente onoraria dell'American Public Health Association.
Il 27 settembre 2017 Etienne venne rieletta per un secondo mandato quinquennale come direttore della PAHO dagli Stati membri dell'organizzazione. Il 23 gennaio 2018 il Consiglio esecutivo dell'OMS la nominò per un secondo mandato Direttore regionale dell'OMS per le Americhe.
Etienne è accreditata per aver guidato gli sforzi dell'ufficio panamericano dell'Organizzazione Mondiale della Sanità, PAHO, per combattere la pandemia di COVID-19 nelle Americhe, per le campagne dell'organizzazione contro le epidemie di colera e febbre gialla nei paesi di Haiti e Brasile. Il Dr. Etienne guidò anche gli sforzi della PAHO contro il virus Zika e le epidemie di Chikungunya nelle Americhe.

## Morte
Etienne morì nella sua casa nel Maryland, negli Stati Uniti, il 1° dicembre 2023, all'età di 71 anni.